# Perscheloribates baluktotus
Perscheloribates baluktotus är en kvalsterart som beskrevs av Corpuz-Raros 1980. Perscheloribates baluktotus ingår i släktet Perscheloribates och familjen Scheloribatidae. Inga underarter finns listade i Catalogue of Life.